# Вакао, Аяко
Аяко Вакао (яп. 若尾文子 : Вакао Аяко, англ. Ayako Wakao; род. 8 ноября 1933 года, Токио) — японская киноактриса, одна из популярнейших кинозвёзд японского кинематографа 1950-х — 1960-х годов, снимавшаяся в фильмах выдающихся режиссёров Кэндзи Мидзогути, Ясудзиро Одзу, Кона Итикавы, Тадаси Имаи, но особенно была любима и ценима режиссёром новой волны 1960-х Ясудзо Масумура, став его музой, которую он снял в 20 своих кинолентах.

## Биография

### Ранние годы
Аяко Вакао родилась и провела свои детские годы в Токио. Была младшей из пяти братьев и сестёр. В годы Второй мировой войны в связи с работой отца семейство было вынуждено эвакуироваться в Сендай (административный центр префектуры Мияги, расположенной на севере Японии). Здесь Аяко Вакао стала посещать местную школу для девочек. Однажды в Сендае юная Аяко была глубоко тронута просмотренными спектаклями гастролирующей труппы театра кабуки под руководством Кадзуо Хасэгавы (1908—1984) и заявила родителям о своём намерении стать актрисой. Девушка бросила школу и присоединилась к театральной труппе Хасэгавы, вместе с которой вернулась в родной Токио.

### Карьера в кино
На следующий год театральная труппа прекратила свою деятельность, но благодаря рекомендации Хасэгавы, восемнадцатилетняя Аяко попала на актёрские курсы при кинокомпании «Дайэй», где прошла обучение до марта 1952 года. После этого юную красавицу «открыл» президент компании «Дайэй» Масаити Нагата, предложивший ей главную роль, вместо заболевшей актрисы Ёсико Куга, в фильме «Побег в город смерти» (1952, режиссёр Эйити Коиси), а затем пристроивший её в один из успешных фильмов 1952 года «Завтра будет воскресенье» режиссёра Кодзё Саэки.
В дебютном для Аяко Вакао 1952 году, она снялась в восьми кинолентах и уже в 1953 году её имя было хорошо известно любителям кино. Станет звездой после популярной серии из трёх фильмов «Руководство по сексу для молодых девушек» (все три части — 1953), в этой трилогии рассказывается о половой жизни подростков.
На симпатичную молоденькую звезду обратил внимание мэтр японской кинорежиссуры Кэндзи Мидзогути, предложивший ей одну из главных ролей в киноленте «Гейша» («Гионский музыкальный фестиваль», 1953). Уже с первых ролей за Аяко Вакао закрепилось «клеймо» образов сексуально порочных героинь. Так, в «Гейше» Мидзогути, юная Эйко оставшаяся сиротой после смерти матери-гейши, придёт к работающей гейшей Миёхару, подруги её родительницы, и напросится на то, чтобы та взяла её к себе в ученицы. Когда Мидзогути позовёт актрису поработать с ним в следующий раз, он ей доверит уже роль проститутки из публичного дома по имени Ясуми (фильм «Район красных фонарей», 1956). В фильме «Плывущие водоросли» (1959) другого классика японского кинематографа Ясудзиро Одзу, актриса сыграет роль коварной соблазнительницы, театральной актрисы Каё, разбившей сердце молодому парню Киёси, выполняя просьбу своей старшей товарки. Много шумихи в прессе было по поводу скандальной работы режиссёра Кона Итикавы «Комната насилия» (1956), в которой её героиня студентка Акико Аоти подвергнется изнасилованию со стороны сокурсника, а затем влюбится в насильника. Когда же парень не ответит ей взаимностью и лишь посмеётся над её чувствами, Акико в финале киноленты его убивает.
Участие Аяко Вакао в таких кинолентах, как «Сердце луны» (1954), «Слёзы» (1956), слезливых мелодрамах, поставленных на поток массовой кинопродукции (а актриса продолжала сниматься очень много, в 1956 году, например в 15 фильмах), сделали к концу 1950-х её идолом и одной из главных звёзд студии «Дайэй». Её фотографии были в тот период на обложках многочисленных глянцевых журналов, Вакао три года подряд занимала первое место в народном голосовании среди читателей журнала スタア (Sutaа).
1960-е годы для Аяко Вакао были наиболее успешными в творческом плане. Пришло время признания в профессиональных кругах. Уже в начале десятилетия Вакао получит четыре престижных национальных кинонаграды — она будет признана лучшей актрисой 1961 года на церемонии вручения кинопремий «Голубая лента», «Кинэма Дзюмпо» и NHK Film Awards. Не менее успешно встретит середину десятилетия, получив все те же кинопремии, уже как лучшая актриса 1965 года. В конце шестидесятых Аяко Вакао ещё раз получит премию журнала «Кинэма Дзюмпо» как лучшая актриса 1968 года, поставив при этом своеобразный рекорд в истории кинопремии, первой из киноактрис Японии получившей эту награду в третий раз (это уже после неё трижды будут премированы актрисы Тиэко Байсё и Сима Ивасита).
Начало 1960-х подарит ей роли в фильмах довольно оригинального режиссёра, до прихода в «Дайэй», работавшего постановщиком популярных комедий в «Сётику» и «Никкацу» — Юдзо Кавасимы. Это за роль в его кинокартине «Женщины рождаются дважды» актриса будет названа лучшей актрисой 1961 года. Затем они продолжат успешное сотрудничество, вместе поработав над фильмами «Храм Диких Гусей» и «Изящное чудовище» (обе ленты 1962 года). Но, к сожалению на этом их совместное творчество закончится, режиссёр Юдзо Кавасима скончается в 1963 году в возрасте сорока пяти лет от довольно редкого заболевания — лёгочного сердца.
Но наиболее яркой и плодотворной окажется её совместная работа с одним из режиссёров новой волны 1960-х, талантливейшим Ясудзо Масумурой, с которым они совместно поработают в течение двенадцати лет над двадцатью кинолентами. За некоторые из этих работ Аяко Вакао также удостоится вышеперечисленных премий «Голубая лента» и «Кинэма Дзюмпо»: «Жена признаётся» (1961), «Жена Сэйсаку» (1965), «Закрытый двор» и «Один день в конце лета» (два последних — 1968). Другие же просто станут культовыми фильмами у киноманов и признанными шедеврами в среде международной кинокритики (особенно это касается фильмов: «Свастика», 1964; «Татуировка», 1966 и «Красный ангел», 1966). Особо почитаемы и любимы будут работы Масумуры — Вакао среди европейских кинокритиков, особенно французских, где на протяжении последних двух-трёх десятилетий активно поддерживаются и финансируются работы нефранцузских, иностранных для Франции кинематографистов, в особенности азиатских. Вот мнение одного из французских кинокритиков, опубликованное в популярном киноиздании Франции «Синеаст» об игре актрисы в фильме Масумуры «Красный ангел» (1966):

… для кинозрителей она навсегда останется Сакурой Ниси, медсестрой, колеблющейся между Эросом и Танатосом в «Красном ангеле» Ясудзо Масумуры (Япония, 1966). (…) Её можно рассматривать как одну из самых талантливых и красивых японских актрис второй половины XX века, а за её работу в «Красном ангеле», как просто одну из величайших актрис за всю историю кино.
— Франсис Мури, кинокритик (Франция)
Будучи излюбленной музой Ясудзо Масумура, актриса Аяко Вакао продолжала в эти годы много сниматься и у других известных мастеров экрана: Хэйноскэ Госё — «Блуждающие огоньки» (1958); Кон Итикава — «Бонти» (1960), «Месть актёра» (1963); Кодзабуро Ёсимура — «Брачный возраст» (1961), «Семейные обстоятельства», «Не забудь той ночи» — в советском кинопрокате «Камни Хиросимы» (оба — 1962), «Бамбуковая кукла из Ниигаты» (1963); Сиро Тоёда — «Тень волны» (1965); Сацуо Ямамото — «Точка замерзания» (1966), «Разбойники» (1969); Тадаси Имаи — «Когда пропали сладости» (1967), «Время подводить итоги» (1968) и других.
Став лицом компании, и снявшись более чем в 160 кинолентах студии «Дайэй», Аяко Вакао будет вынуждена покинуть кинокомпанию в 1971 году после её банкротства. На этом также закончится и её творческий тандем с режиссёром Ясудзо Масумура. С этого момента начинается и спад в её кинокарьере. Далее актриса более будет востребована на телевидении, лишь изредка появляясь на киноэкране. Примет участие в очередной серии популярного в Японии киносериала о Тора-сане «Мужчине живётся трудно. Фильм 6: История бескорыстного чувства» (1971, реж. Ёдзи Ямада). В 1975 году Аяко Вакао примет участие в документальном фильме Канэто Синдо о классике кинорежиссуры Кэндзи Мидзогути («Жизнь кинорежиссёра: Кэндзи Мидзогути»). Одной из наиболее интересных ролей 1980-х станет роль Таёсимэ в фильме-сказке «Принцесса с Луны» (1987, реж. Кон Итикава), где её партнёром будет прославленный японский актёр Тосиро Мифунэ. Сыграет небольшую роль в популярной мелодраме 2000-х «Весенний снег» (2005, реж. Исао Юкисада).

### Признание
В 2006 году на церемонии награждения кинопремии «Майнити» Аяко Вакао была удостоена специальной премии имени Кинуё Танака за достижения в карьере.
В 2009 году в Японии решили определить десятку самых красивых японских киноактрис. По результатам голосования, проведённым ведущим японским журналом «Бунгэй сюндзю», в голосовании приняли участие как читатели, так и авторы журнала (всего в голосовании приняли участие 1043 человека), в десятку лучших попали: Сэцуко Хара, Саюри Ёсинага, Хидэко Такаминэ, Кинуё Танака, Сима Ивасита, Матико Кё, Исудзу Ямада, Аяко Вакао, Кэйко Киси и Сумико Фудзи.

### Личная жизнь
С 1963 по 1968 год состояла первым браком с художником Хироюки Т. Нисада (西 館 宏 幸). Во второй раз вышла замуж (после семилетнего гражданского брака с ним) в 1980 году за архитектора Кисё Курокава (黒 川 紀 章), с которым прожила совместным браком вплоть до его кончины в 2007 году.

## Награды

### Премия «Голубая лента»
- 12-я церемония награждения (1962)

- Премия лучшей актрисе 1961 года — за роли в фильмах «Женщины рождаются дважды», «Жена сознаётся» и «Брачный возраст».

- 16-я церемония награждения (1966)

- Премия лучшей актрисе 1965 года — за роли в фильмах «Жена Сэйсаку» и «Тень волны».

### Премия журнала «Кинэма Дзюмпо»
- Церемония награждения 1962 года

- Премия лучшей актрисе 1961 года — за роли в фильмах «Женщины рождаются дважды» и «Жена сознаётся».

- Церемония награждения 1966 года

- Премия лучшей актрисе 1965 года — за роли в фильмах «Жена Сэйсаку» и «Тень волны».

- Церемония награждения 1969 года

- Премия лучшей актрисе 1968 года — за роли в фильмах «Один день в конце лета», «Закрытый двор» и «Время подводить итоги».

### Кинопремия «Майнити» (2006)
- Специальная премия имени Кинуё Танака за карьеру.

## Фильмография
| Избранная фильмография Аяко Вакао | Избранная фильмография Аяко Вакао                                         | Избранная фильмография Аяко Вакао   | Избранная фильмография Аяко Вакао                  | Избранная фильмография Аяко Вакао            | Избранная фильмография Аяко Вакао | Избранная фильмография Аяко Вакао |
| Год                               | Русское название                                                          | Оригинальное название               | Название на ромадзи                                | Английское название в международном прокате  | Режиссёр                          | Роль                              |
| --------------------------------- | ------------------------------------------------------------------------- | ----------------------------------- | -------------------------------------------------- | -------------------------------------------- | --------------------------------- | --------------------------------- |
| 1950-е годы                       |                                                                           |                                     |                                                    |                                              |                                   |                                   |
| 1952                              | «Побег из города смерти»                                                  | 死の街を脱れて                      | Shino machi o nogarete                             |                                              | Эйити Коиси                       | Сэцуко Минами                     |
| 1952                              | «Дочь Дикого Зверя»                                                       | 猛獣使いの少女                      | Môjû tsukai no shôjo                               |                                              | Кодзё Саэки                       |                                   |
| 1952                              | «---»                                                                     | 母子鶴                              | Hahakoduru                                         |                                              | Эйити Коиси                       | Эйко, дочь Нобуко Цюдзи           |
| 1952                              | «Завтра будет воскресенье»                                                | 明日は日曜日                        | Ashita ha Nichiyōbi                                |                                              | Кодзё Саэки                       |                                   |
| 1952                              | «Секрет»                                                                  | 秘密                                | Himitsu                                            | The Secret                                   | Сэйдзи Хисамацу                   | Марико Маки                       |
| 1952                              | «---»                                                                     | 街の小天狗                          | Machi no shō Tengu                                 |                                              | Рэн Ёсимура                       |                                   |
| 1952                              | «Премьер-министр и женщина-фотограф»                                      | 総理大臣と女カメラマン              | Sōridaijin to onna Kameraman kanojo no tokudane    |                                              | Сигэо Накаки                      |                                   |
| 1953                              | «Руководство по сексу для молодых девушек»                                | 十代の性典                          | Jûdai no seiten                                    | Teenagers’ Sex Manual                        | Кодзи Сима                        | Эйко Таканаси                     |
| 1953                              | «---»                                                                     | 怒れ三平                            | Ikare Sanpei                                       |                                              | Сэйдзи Хисамацу                   |                                   |
| 1953                              | «Миссис Чаттерлей в Японии»                                               | チャタレー夫人は日本にもいた        | Chatare fujin ha Nippon nimoita                    | Mrs. Chatterley in Japan                     | Кодзи Сима                        | Сакико Такасима                   |
| 1953                              | «Руководство по сексу для молодых девушек 2»                              | 続十代の性典                        | Zoku Jûdai no seiten                               |                                              | Кодзё Саэки                       | Эйко Таканаси                     |
| 1953                              | «Гейша» (Гионский музыкальный фестиваль)                                  | 祇園囃子                            | Gion bayashi                                       | A Geisha (Gion Festival Music)               | Кэндзи Мидзогути                  | Эйко                              |
| 1953                              | «Двери весеннего снега»                                                   | 春雪の門                            | Haru yuki no Mon                                   |                                              | Кодзё Саэки                       |                                   |
| 1953                              | «Руководство по сексу для молодых девушек 3»                              | 続続十代の性典                      | Zoku Zoku Jûdai no seiten                          |                                              | Эйити Коиси                       | Эйко Таканаси                     |
| 1953                              | «Вне закона»                                                              | 無法者                              | Muhomono                                           |                                              | Кодзё Саэки                       | Окома                             |
| 1953                              | «Искушение подростка»                                                     | 十代の誘惑                          | Jûdai no yûwaku                                    |                                              | Сэйдзи Хисамацу                   |                                   |
| 1954                              | «Сердце луны»                                                             | 心の日月                            | Kokoro no Nichigetsu                               |                                              | Кэйго Кимура                      |                                   |
| 1954                              | «Одна женщина»                                                            | 或る女                              | Aru onna                                           |                                              | Сиро Тоёда                        | Айко, сестра Йоко                 |
| 1954                              | ««Пьяная школа» фехтования двумя мечами»                                  | 酔いどれ二刀流                      | Yoidore nito-ryū                                   |                                              | Кадзуо Мори                       |                                   |
| 1954                              | «История ученицы гейши»                                                   | 舞妓物語                            | Maiko Monogatari                                   |                                              | Кимиёси Ясуда                     | Томэко Итами                      |
| 1954                              | «Любовь»                                                                  | 慕情                                | Bojô                                               |                                              | Кодзё Саэки                       |                                   |
| 1954                              | «Ночи Асакусы»                                                            | 浅草の夜                            | Asakusa no yoru                                    | Asakusa Nights                               | Кодзи Сима                        | Намиэ Такасима                    |
| 1954                              | «Зелёный человек»                                                         | 緑の仲間                            | Midori no nakama                                   |                                              | Кадзуо Мори                       | Нацуко Саяма                      |
| 1954                              | «Посланник с Луны»                                                        | 月よりの使者                        | Tsuki yori no shisha                               |                                              | Сигэо Танака                      |                                   |
| 1954                              | «Луна в руинах»                                                           | 荒城の月                            | Kōjō no tsuki                                      | The Moon over the Ruined Castle              | Хироси Эдагава                    | Ацуко Мацудайра                   |
| 1954                              | «Победа или поражение»                                                    | 勝敗                                | Shôhai                                             |                                              | Кодзё Саэки                       |                                   |
| 1955                              | «Сияние светлячков»                                                       | 螢の光                              | Hotaru no hikari                                   |                                              | Кадзуо Мори                       | Рэйко Асакура                     |
| 1955                              | «Дочь, доставившая счастье»                                               | 幸福を配達する娘                    | Kôfuku o haitatsusuru musume                       |                                              | Такаси Мита                       |                                   |
| 1955                              | «Дикие гуси летят на Луну»                                                | 月に飛ぶ雁                          | Tsuki ni tobu kari                                 |                                              | Сюэй Мацубаяси                    |                                   |
| 1955                              | «Может ли роза совершить путешествие»                                     | 薔薇はいくたびか                    | Bara wa ikutabika                                  | A Girl Isn’t Allowed to Love                 | Тэйноскэ Кинугаса                 | Юмико Кирю                        |
| 1955                              | «Свадьба дочери»                                                          | 娘の縁談                            | Musume no endan                                    |                                              | Кэйго Кимура                      |                                   |
| 1955                              | «Призрачная лошадь»                                                       | 幻の馬                              | Maboroshi no uma                                   | The Phantom Horse                            | Кодзи Сима                        | Юки Сираиси                       |
| 1955                              | «Ночи Нагасаки»                                                           | 長崎の夜                            | Nagasaki no yoru                                   | Nagasaki Nights                              | Кадзуо Мори                       |                                   |
| 1955                              | «---»                                                                     | 珠はくだけず                        | Tama wa kudakezu                                   |                                              | Сигэо Танака                      |                                   |
| 1955                              | «Семеро братьев и сестёр»                                                 | 七人の兄いもうと                    | Shichinin no ani imôto                             |                                              | Кодзё Саэки                       | Сэцу                              |
| 1955                              | «Пулевое ранение на улице»                                                | 弾痕街                              | Dankongai                                          |                                              | Кадзухико Саимура                 | Саэко Сумида                      |
| 1956                              | «---»                                                                     | 薔薇の絋道館                        | Bara no kôdôkan                                    |                                              | Кодзё Саэки                       | Синобу                            |
| 1956                              | «Вздох невесты»                                                           | 花嫁のため息                        | Hanayome no tameiki                                |                                              | Кэйго Кимура                      |                                   |
| 1956                              | «Каждый спал с невестой»                                                  | 新妻の寝ごと                        | Niizuma no negoto                                  |                                              | Кэйго Кимура                      |                                   |
| 1956                              | «Радуга снова и снова»                                                    | 虹いくたび                          | Niji ikutabi                                       |                                              | Кодзи Сима                        |                                   |
| 1956                              | «Район красных фонарей» («Улица стыда»)                                   | 赤線 地帯                           | Akasen chitai                                      | Street of Shame                              | Кэндзи Мидзогути                  | Ясуми                             |
| 1956                              | «Дневник медового месяца: Постыдная мечта»                                | 新婚日記 恥しい夢                   | Shinkon nikki: hazukashii yume                     |                                              | Сигэо Танака                      |                                   |
| 1956                              | «Дневник медового месяца: Счастливое утро»                                | 新婚日記 嬉しい朝                   | Shinkon nikki: ureshii asa                         |                                              | Сигэо Танака                      |                                   |
| 1956                              | «Комната насилия»                                                         | 処刑の部屋                          | Shokei no heya                                     | Punishment Room                              | Кон Итикава                       | Акико Аоти                        |
| 1956                              | «Белые нити водопада»                                                     | 滝の白糸                            | Taki no shiraito                                   |                                              | Кодзи Сима                        |                                   |
| 1956                              | «Шум в студии»                                                            | スタジオは大騒ぎ                    | Studio wa ôsawagi                                  |                                              | Хироси Мидзуно                    |                                   |
| 1956                              | «Слёзы»                                                                   | 涙                                  | Namida                                             | Tears                                        | Ёсиро Кавадзу                     | Сидзуко                           |
| 1956                              | «Японский мост»                                                           | 日本橋                              | Nihonbashi                                         | Bridge of Japan                              | Кон Итикава                       | Отисэ                             |
| 1956                              | «48-летнее сопротивление»                                                 | 四十八歳の抵抗                      | 48-sai no teikô                                    |                                              | Кодзабуро Ёсимура                 | Риэ, дочь Котаро                  |
| 1956                              | «Цукигаса Ханпэйта»                                                       | 月形半平太 花の巻 嵐の巻            | Tsukigata Hanpeita: Hana no maki; Arashi no maki   |                                              | Тэйносукэ Кинугаса                | Юри Мамия                         |
| 1957                              | «Галактический город»                                                     | 銀河の都                            | Ginga no miyako                                    |                                              | Мицуо Мураяма                     |                                   |
| 1957                              | «Студия Daiei кипит жизнью», к/м                                          | スタジオはてんやわんや              | Studio wa ten’yawan’ya                             | Daiei Studio is Bustling                     | Нобухико Хамано                   | участие в проекте                 |
| 1957                              | «Галактический город 2»                                                   | 続銀河の都                          | Zoku Ginga no miyako                               |                                              | Мицуо Мураяма                     |                                   |
| 1957                              | «Река любви»                                                              | 慕情の河                            | Bojô no kawa                                       |                                              | Кодзи Сима                        |                                   |
| 1957                              | «Любовь принцессы» («Ворота Судзаку»)                                     | 朱雀門                              | Suzakumon                                          | Love of the Princess                         | Кадзуо Мори                       | Кадзуномия                        |
| 1957                              | «Весна была слишком молода»                                               | 永すぎた春                          | Nagasugita haru                                    |                                              | Сигэо Танака                      | Момоко Кида                       |
| 1957                              | «Жена — моя жизнь»                                                        | 妻こそわが命                        | Tsuma koso waga inochi                             |                                              | Кодзё Саэки                       |                                   |
| 1957                              | «Побег от искушения»                                                      | 誘惑からの脱出                      | Yûwaku karano dasshutsu                            |                                              | Кодзи Сима                        |                                   |
| 1957                              | «Тихий вечер»                                                             | 夕凪                                | Yuunagi                                            |                                              | Сиро Тоёда                        | Риоко Сима                        |
| 1957                              | «Дева синего неба»                                                        | 青空娘                              | Aozora musume                                      | The Blue Sky Maiden                          | Ясудзо Масумура                   | Йоко Оно                          |
| 1958                              | «Глазами токийца»                                                         | 東京の瞳                            | Tôkyô no hitomi                                    |                                              | Сигэо Танака                      |                                   |
| 1958                              | «Семь удовольствий медового месяца»                                       | 新婚七つの楽しみ                    | Shinkon nanatsu no tanoshimi                       |                                              | Хироси Эдогава                    |                                   |
| 1958                              | «Мать»                                                                    | 母                                  | Haha                                               |                                              | Сигэо Танака                      |                                   |
| 1958                              | «Блуждающие огоньки»                                                      | 螢火                                | Hotarubi                                           |                                              | Хэйноскэ Госё                     | Орио                              |
| 1958                              | «Тюсингура» («47 преданных ронинов»)                                      | 忠臣蔵                              | Chūshingura                                        | The Loyal 47 Ronin                           | Кунио Ватанабэ                    | Орин, дочь плотника               |
| 1958                              | «Песнь перелётных птиц»                                                   | 口笛を吹く渡り鳥                    | Kuchibue wo fuku wataridori                        |                                              | Кацухико Тасака                   |                                   |
| 1958                              | «Брак сына»                                                               | 息子の結婚                          | Musuko no Kekkon                                   |                                              | Кодзи Сима                        |                                   |
| 1958                              | «Зёрна пшеницы»                                                           | 一粒の麦                            | Hitotsubu no mugi                                  |                                              | Кодзабуро Ёсимура                 | Итико Нумата                      |
| 1958                              | «Подлинное лицо ночи»                                                     | 夜の素顔                            | Yoru no sugao                                      |                                              | Кодзабуро Ёсимура                 | Хисако                            |
| 1958                              | «Приключения дочери»                                                      | 娘の冒険                            | Musume no boken                                    | Daughter’s Adventure                         | Кодзи Сима                        |                                   |
| 1959                              | «Наш пароль: До свидания, здравствуй»                                     | あなたと私の合言葉 さよなら、今日は | Anata to watashi no aikotoba: Sayônara, konnichiwa | Goodbye, Hello                               | Кон Итикава                       | Кадзуко Аота                      |
| 1959                              | «Самая дорогая жена»                                                      | 最高殊勲夫人                        | Saikô shukun fujin                                 | The Woman Most Valuable                      | Ясудзо Масумура                   | Киоко Нономия                     |
| 1959                              | «Бутоны зацвели на розовых кустах»                                        | 薔薇の木にバラの花咲く              | Bara no Ki ni Bara no Hanasaku                     |                                              | Хироси Эдагава                    | Рэйко Яно                         |
| 1959                              | «Выдающийся Ямада Нагамаса»                                               | 山田長政 王者の剣                   | Yamada Nagamasa — Oja no ken                       | The Gaijin                                   | Бин Като                          | Ая Цуда                           |
| 1959                              | «Наводнение»                                                              | 氾濫                                | Hanran                                             | Flood                                        | Ясудзо Масумура                   | Такако Санада                     |
| 1959                              | «Дзирото Фудзи»                                                           | 次郎長富士                          | Jirocho Fuji                                       |                                              | Кадзуо Мори                       | Окику                             |
| 1959                              | «Грех красоты»                                                            | 美貌に罪あり                        | Bibô ni tsumi ari                                  |                                              | Ясудзо Масумура                   | Кэйко Ёсино                       |
| 1959                              | «И в самом деле спелые»                                                   | 実は熟したり                        | Mi wa jukushitari                                  | Ripe and Marriageable                        | Сигэо Танака                      | Синобу Таканива                   |
| 1959                              | «Плывущие водоросли»                                                      | 浮草                                | Ukigusa                                            | Floating Weeds                               | Ясудзиро Одзу                     | Каё, актриса                      |
| 1959                              | «Ранняя весна Тануки Готэн»                                               | 初春狸御殿                          | Hatsuharu tanuki goten                             |                                              | Кэйго Кимура                      |                                   |
| 1960-е годы                       |                                                                           |                                     |                                                    |                                              |                                   |                                   |
| 1960                              | «Заповедь женщины» (новелла 1: «Женщина, которая любила укусить за ушко») | 女経 (第一話 耳を噛みたがる女)      | Jokyo                                              | A Woman’s Testament                          | Ясудзо Масумура                   | Кими                              |
| 1960                              | «Женщина, оказывающая сопротивление»                                      | 女は抵抗する                        | Onna wa teikou suru                                |                                              | Таро Югэ                          | Миэ Ясиро, промоутер              |
| 1960                              | «Загнанный волк»                                                          | からっ風野郎                        | Karakkaze yarô                                     | Man of the Biting Wind                       | Ясудзо Масумура                   | Ёсиэ Коидзуми                     |
| 1960                              | «Бонти»                                                                   | ぼんち                              | Bonchi                                             | Bonchi                                       | Кон Итикава                       | Понта                             |
| 1960                              | «Победа и поражение»                                                      | 勝利と敗北                          | Shôri to haiboku                                   |                                              | Умэцугу Иноуэ                     | Сидзуко Абэ                       |
| 1960                              | «Хороший парень»                                                          | 素敵な野郎                          | Suteki na yarô                                     |                                              | Сокити Томимото                   |                                   |
| 1960                              | «Антин и Киёхимэ»                                                         | 安珍と清姫                          | Anchin to Kiyohime                                 | The Priest and the Beauty                    | Кодзи Сима                        | Киёхимэ                           |
| 1960                              | «Лже-студент»                                                             | 偽大学生                            | Nise daigakusei                                    | A False Student                              | Ясудзо Масумура                   | Мицуко                            |
| 1961                              | «История Гиндзы»                                                          | 銀座っ子物語                        | Ginza Monogatari                                   |                                              | Умэцугу Иноуэ                     |                                   |
| 1961                              | «Брачный возраст»                                                         | 婚期                                | Konki                                              | The Age of Marriage                          | Кодзабуро Ёсимура                 | Намико Карасава                   |
| 1961                              | «Дочь»                                                                    | お嬢さん                            | Ojôsan                                             | The Daughter                                 | Таро Югэ                          |                                   |
| 1961                              | «Любитель женщин»                                                         | 好色一代男                          | Koshoku ichidai otoko                              | A Lustful Man                                | Ясудзо Масумура                   | Югиридаю                          |
| 1961                              | «Токийские онигири для дочери»                                            | 東京おにぎり娘                      | Tokyo onigiri musume                               | Tokyo Onigiri Girl                           | Сигэо Танака                      | Марико Наоэ                       |
| 1961                              | «Женщина с медалью»                                                       | 女の勲章                            | Onna no kunshô                                     |                                              | Кодзабуро Ёсимура                 | Митико Цугава                     |
| 1961                              | «Женщины рождаются дважды»                                                | 女は二度生れる                      | Onna wa nido umareru                               |                                              | Юдзо Кавасима                     | Коэн                              |
| 1961                              | «Новая повесть о Гэндзи»                                                  | 新源氏物語                          | Shin Genji monogatari                              |                                              | Кадзуо Мори                       | Аои                               |
| 1961                              | «Жена сознаётся»                                                          | 妻は告白する                        | Tsuma wa kokuhaku suru                             | A Wife Confesses                             | Ясудзо Масумура                   | Аяко Такигава                     |
| 1962                              | «Семейные обстоятельства»                                                 | 家庭の事情                          | Katei no jijô                                      | A Family Matter                              | Кодзабуро Ёсимура                 | Кадзуё, дочь Хэйтаро Мисава       |
| 1962                              | «Храм Диких Гусей»                                                        | 雁の寺                              | Gan no tera                                        | Temple of the Wild Geese                     | Юдзо Кавасима                     | Сатоко Кирихара                   |
| 1962                              | «Прощение»                                                                | 爛                                  | Tadare                                             | Stolen Pleasure                              | Ясудзо Масумура                   | Масуко                            |
| 1962                              | «Время закрытия»                                                          | 閉店時間                            | Heiten jikan                                       | Closing Time                                 | Умэцугу Иноуэ                     | Кимико Мацуно                     |
| 1962                              | «Женщина из Яттаба» («Красная любовь, зелёная любовь»)                    | やっちゃ場の女                      | Yaccha ba no onna                                  | Red Love, Green Love                         | Кэйго Кимура                      | Юкико Ода                         |
| 1962                              | «Не забудь той ночи» (в прокате СССР — «Камни Хиросимы»)                  | その夜は忘れない                    | Sono yo wa wasurenai                               | Hiroshima Heartache                          | Кодзабуро Ёсимура                 | Акико Хаясима                     |
| 1962                              | «Дневник сумасшедшего старика»                                            | 瘋癲老人日記                        | Fûten Rôjin nikki                                  | Diary of a Mad Old Man                       | Кэйго Кимура                      | Сацуко                            |
| 1962                              | «Великая стена»                                                           | 秦・始皇帝                          | Shin shikôtei                                      | The Great Wall                               | Сигэо Танака                      | Чанг-ну                           |
| 1962                              | «Изящное чудовище»                                                        | しとやかな獣                        | Shitoyakana kedamono                               | Elegant Beast                                | Юдзо Кавасима                     | Юкиэ Митани, бухгалтер            |
| 1963                              | «Месть актёра»                                                            | 雪之丞変化                          | Yukinojô henge                                     | An Actor’s Revenge                           | Кон Итикава                       | Намидзи                           |
| 1963                              | «Женщина, родившаяся в августе»                                           | 八月生れの女                        | Hachigatsu umare no onna                           |                                              | Сигэо Танака                      |                                   |
| 1963                              | «Семейные женщины»                                                        | 女系家族                            | Nyokei kazoku                                      |                                              | Кэндзи Мисуми                     | Аяно Хамада                       |
| 1963                              | «Похороните меня глубоко»                                                 | わたしを深く埋めて                  | Watashi o fukaku umete                             | Bury me deep                                 | Умэцугу Иноуэ                     | госпожа Сэнзу                     |
| 1963                              | «Если женщина любит и ненавидит»                                          | 女が愛して憎むとき                  | Onna ga aishite nikumu toki                        |                                              | Сокити Томимото                   | Тосико Икута                      |
| 1963                              | «Бамбуковая кукла из Ниигаты»                                             | 越前竹人形                          | Echizen take-ningyo                                | Niigata Bamboo Doll                          | Кодзабуро Ёсимура                 | Тамаэ                             |
| 1963                              | «Банда убийц 3» (в России — «Синоби 3»)                                   | 新・忍びの者                        | Shin shinobi no mono                               | Ninja 3 / Goemon Will Never Die              | Кадзуо Мори                       | Ёдогими                           |
| 1964                              | «Муж был свидетелем»                                                      | 「女の小箱」より 夫が見た           | Otto ga mita 'Onna no kobako' yori                 | The Husband Witnessed                        | Ясудзо Масумура                   | Намико Кавасиро                   |
| 1964                              | «Власть золота»                                                           | 傷だらけの山河                      | Kizudarake no sanga                                |                                              | Сацуо Ямамото                     | Мицуко Фукумура                   |
| 1964                              | «Игра зверя»                                                              | 獣の戯れ                            | Kemono no tawamure                                 |                                              | Сокити Томимото                   | Юко Кусакада                      |
| 1964                              | «Свастика»                                                                | 卍                                  | Manji                                              | All Mixed Up                                 | Ясудзо Масумура                   | Мицуко Токумицу                   |
| 1964                              | «Агония»                                                                  | 悶え                                | Modae                                              |                                              | Умэцугу Иноуэ                     | Тиэко Уэда                        |
| 1964                              | «Если вы счастливы, хлопайте в ладоши»                                    | 幸せなら手をたたこう                | Shiawasa nara te o tatake                          | If You’re Happy, Clap Your Hands             | Нориаки Юаса                      |                                   |
| 1965                              | «В лесу не убежишь»                                                       | 花実のない森                        | Kajitsu no nai mori                                | Forest of No Escape                          | Сокити Томимото                   | Миюки Это                         |
| 1965                              | «Тень волны»                                                              | 波影                                | Nami kage                                          |                                              | Сиро Тоёда                        | Нинатиё                           |
| 1965                              | «История слепой женщины»                                                  | 女めくら物語                        | Onna mekura monogatari                             |                                              | Кодзи Сима                        |                                   |
| 1965                              | «Группа для Нацуко»                                                       | 帯をとく夏子                        | Obi o toku Natsuko                                 |                                              | Сигэо Танака                      | Нацуко Фукуока                    |
| 1965                              | «Жена Сэйсаку»                                                            | 清作の妻                            | Seisaku no tsuma                                   | Seisaku’s Wife                               | Ясудзо Масумура                   | Оканэ                             |
| 1965                              | «Связь»                                                                   | 不倫                                | Furin                                              |                                              | Сигэо Танака                      | Сэйко                             |
| 1966                              | «Татуировка»                                                              | 刺青                                | Irezumi                                            |                                              | Ясудзо Масумура                   | Оцуя                              |
| 1966                              | «Видение богородицы»                                                      | 処女が見た                          | Shojo ga mita                                      | The Virgin Witnessed                         | Кэндзи Мисуми                     | Тиэй                              |
| 1966                              | «Точка замерзания»                                                        | 氷点                                | Hyoten                                             | Freezing Point                               | Сацуо Ямамото                     | Нацуэ                             |
| 1966                              | «Дикие гуси»                                                              | 雁                                  | Gan                                                |                                              | Кадзуо Икэхиро                    |                                   |
| 1966                              | «Красный ангел»                                                           | 赤い天使                            | Akai tenshi                                        | Red Angel                                    | Ясудзо Масумура                   | медсестра Сакура Ниси             |
| 1967                              | «Ночная ловушка»                                                          | 夜の罠                              | Yoru no wana                                       |                                              | Сокити Томимото                   | Айко Манабэ                       |
| 1967                              | «Две жены»                                                                | 妻二人                              | Tsuma futari                                       | Two Wives                                    | Ясудзо Масумура                   | Митико Нагаи                      |
| 1967                              | «Когда пропали сладости»                                                  | 砂糖菓子が壊れるとき                | Satogashi ga kowareru toki                         | When the Cookie Crumbles                     | Тадаси Имаи                       | Кёко Сэндзака                     |
| 1967                              | «Жена лекаря Ханаоки»                                                     | 華岡青洲の妻                        | Hanaoka Seishû no tsuma                            | The Wife of Seishu Hanaoka                   | Ясудзо Масумура                   | Каэ                               |
| 1968                              | «Сага о Танэгасиме» («История оружия»)                                    | 鉄砲伝来記                          | Teppo denraiki                                     | The Story of a Gun / The Saga of Tanegashima | Кадзуо Мори                       | Вакаса                            |
| 1968                              | «Время подводить итоги»                                                   | 不信のとき                          | Fushin no toki                                     | The Time of Reckoning                        | Тадаси Имаи                       | Матико Ёнэкура                    |
| 1968                              | «Закрытый двор»                                                           | 積木の箱                            | Tsumiki no hako                                    | The House of Wooden Blocks                   | Ясудзо Масумура                   | Хисаё Каваками                    |
| 1968                              | «Один день в конце лета»                                                  | 濡れた二人                          | Nureta futari                                      | One Day at Summer’s End                      | Ясудзо Масумура                   | Марико Нодзаки                    |
| 1969                              | «Тысяча журавлей»                                                         | 千羽鶴                              | Senba zuru                                         | Thousand Cranes                              | Ясудзо Масумура                   | госпожа Ота                       |
| 1969                              | «Кровавый конец»                                                          | 天狗党                              | Tengu-tô                                           | Blood End                                    | Сацуо Ямамото                     | Оцута                             |
| 1970-е годы                       |                                                                           |                                     |                                                    |                                              |                                   |                                   |
| 1970                              | «Битва самураев» («Затоити против Йодзимбо»)                              | 座頭市と用心棒                      | Zatôichi to Yôjinbô                                | Zatoichi Meets Yojimbo                       | Кихати Окамото                    | Умэно                             |
| 1970                              | «Спартанское воспитание»                                                  | スパルタ教育 くたばれ親父           | Suparuta kyōiku kutabare oyaji                     |                                              | Тосио Масуда                      | Наоко Тагами                      |
| 1971                              | «Мужчине живётся трудно. Фильм 6: История бескорыстного чувства»          | 男はつらいよ 純情篇                 | Otoko wa tsurai yo: Junjô hen                      | Tora-san’s Shattered Romance (Tora-san 6)    | Ёдзи Ямада                        | Юко Акаси                         |
| 1971                              | «Кровожадные намерения»                                                   | 幻の殺意                            | Maboroshi no satsui                                |                                              | Тадаси Савасима                   | Такако                            |
| 1975                              | «Жизнь кинорежиссера: Кэндзи Мидзогути» (док.)                            | ある映画監督の生涯 溝口健二の記録   | Aru eiga-kantoku no shogai                         | Kenji Mizoguchi, the life of a film director | Канэто Синдо                      | интервью с актрисой               |
| 1980-е годы                       |                                                                           |                                     |                                                    |                                              |                                   |                                   |
| 1987                              | «Принцесса с Луны»                                                        | 竹取物語                            | Taketori monogatari                                | Princess from the Moon                       | Кон Итикава                       | Таёсимэ                           |
| 2000-е годы                       |                                                                           |                                     |                                                    |                                              |                                   |                                   |
| 2005                              | «Весенний снег»                                                           | 春の雪                              | Haru no Yuki                                       | Spring Snow                                  | Исао Юкисада                      |                                   |

## Комментарии
1. ↑  В советском прокате фильм демонстрировался с февраля 1965 года, р/у Госкино СССР № 1218/64 (до 1 ноября 1971 года) — опубликовано: «Аннотированный каталог фильмов действующего фонда: Художественные фильмы», М.: «Искусство»-1963, С. 66-67.
2. ↑  В советском прокате фильм демонстрировался с февраля 1991 года, ГСПУ № 1809790 (права проката на 7 лет с даты первого выпуска) — опубликовано: «Аннотированный каталог фильмов I квартала 1991 года», М.: Госкино СССР, В/О «Союзинформкино» — 1991, С. 30.